# Упеньек, Михаил Леонидович
Михаил Леонидович Упеньек (род. 18 марта 1952) — советский и белорусский тренер по греко-римской борьбе, заслуженный тренер БССР.

## Биография
Родился в 1952 году. Мастер спорта СССР. Бронзовый призер первенства СССР среди юношей (1970). После окончания Белорусского государственного института физической культуры работал тренером в Республиканской школе высшего спортивного мастерства и Минском областном училище олимпийского резерва. Старший тренер сборной Республики Беларусь при подготовке к Олимпийским играм 1996 и 2012 года. Заслуженный тренер БССР. 
Среди учеников: бронзовый призер чемпионата Европы 2021 Николай Стадуб, чемпион мира среди юниоров Павел Глинчук.

## Награды и звания
- Заслуженный тренер БССР (1986)